# Gustav Wilke (General)
Gustav Wilke (* 6. März 1898 in Deutsch-Eylau; † 14. März 1977 in Oberstdorf) war ein deutscher Offizier, zuletzt Generalleutnant im Zweiten Weltkrieg.

## Leben
Gustav Wilke trat 1916 in die Armee ein und diente im Grenadier-Regiment Nr. 4. Er nahm in unterschiedlichen Infanterie- und Grenadier-Regimentern am Ersten Weltkrieg teil. 1920 wurde er aus der Armee entlassen, jedoch 1925 wieder in die Reichswehr einberufen. Er diente erneut in verschiedenen Infanterie-Regimentern.
Wilke wechselte 1935 zur Luftwaffe und wurde Kommandant der Fliegergruppe Giebelstadt. Im April 1939 war er Gruppenkommandeur im  Luftlandegeschwader in Hagenow/Lippstadt. Nach seiner Beförderung zum Oberstleutnant war er ab April 1940 Kommandeur der Kampfgruppe z.b.V. 12 und später bis August 1940 Kommandeur des Luftlandegeschwaders 1.
Von September 1941 bis Ende April 1942 war er Sonderbeauftragter der Luftwaffe für einen Auftrag mit den Messerschmitt-Werken für die Entwicklung eines großen Transportgleiters.
Anschließend war er u. a. mit einem Luftwaffen-Feldregiment an der Ostfront. Vom 30. September 1942 war er mit Unterbrechungen bis Oktober 1943 als Oberst Kommandant der neu aufgestellten 1. Luftwaffen-Felddivision mit Teilnahme an der Kesselschlacht von Demjansk.
Seit Ende April 1943 Generalmajor übernahm er im November 1943 für ein Paar Tage das Kommando der 2. Fallschirmjäger-Division, welche er aber von Ende 1943 bis Mitte Februar 1944 als Vertretung für den in Italien im Kampfeinsatz verwundeten Hermann Ramcke führte. Er nahm u. a. an der Zweiten Schlacht um Kiew und den Kämpfen aufgrund der Dnepr-Karpaten-Operation in Kirovograd und Uman teil.
Anschließend übernahm er die neu aufgestellte 5. Fallschirmjäger-Division, welche er bereits im Oktober 1944 an Ludwig Heilmann übergab. Im Mai 1944 war er zum Generalleutnant befördert worden und erlebte mit dem Verband die Landung der Alliierten in der Normandie.
Ebenso wie Eugen Meindl setzte er die Bestrafung von Soldaten bei „eigenmächtigem und gewalttätigen Vorgehen gegen die Zivilbevölkerung“ strikt um. So wurden z. B. durch ein von Gustav Wilke geführtes Feldgericht im Juni 1944 zwei Oberjäger wegen Plünderungen zum Tode verurteilt.
Zum 24. September 1944 hatte er bereits seine Ernennung zum Kommandeur der neu aufgestellten 9. Fallschirmjäger-Division erhalten und übernahm Anfang März 1945 das Kommando der  neu aufgestellten 10. Fallschirmjäger-Division. Im April 1945 geriet er in US-amerikanische Gefangenschaft, woraus er 1947 wieder entlassen wurde.

## Auszeichnungen (Auswahl)
- Eisernes Kreuz I. und II. Klasse
- Ritterkreuz des Eisernen Kreuzes (29. Mai 1940)[8]